# Brainstorm
brainstorm（ブレインストーム）は、FM802が毎週水曜日の24:00～深夜3:00に放送していた生放送のラジオ番組。DJは吉村昌広。正式タイトルは『802 MUSIC PLANET MERCURY brainstorm』。

## 概要
2012年4月放送開始。公式番組説明は「"脳を揺さぶるエレクトロサウンド"を徹底してお届けする深夜の"音楽無法地帯"」。エレクトロサウンドを中心に扱う専門番組としながらも理論的に掘り下げていくのではなく、感覚で音を感じることを優先した内容になっている。
番組を視聴する際は「ヘッドホン推奨」としている。オープニングを含めた各時間の冒頭にはヘッドホン、スピーカーのサウンドチェックが行われている。
2017年9月21日、次週分での放送終了が発表された。

## オープニング
オープニングにはマウス・オン・マーズの「seaqz」が使われている。